# Olympische Sommerspiele 1972/Teilnehmer (Republik China)
| Gelbes Symbol für Goldmedaillen mit stilisierten Olympischen Ringen | Graues Symbol für Silbermedaillen mit stilisierten Olympischen Ringen | Braundes Symbol für Bronzemedaillen mit stilisierten Olympischen Ringen |
| ------------------------------------------------------------------- | --------------------------------------------------------------------- | ----------------------------------------------------------------------- |
| —                                                                   | —                                                                     | —                                                                       |

Die Republik China (Chinesisch-Taipeh) nahm an den Olympischen Sommerspielen 1972 in München mit einer Delegation von 21 Athleten (fünfzehn Männer und sechs Frauen) an 41 Wettkämpfen in zehn Sportarten teil. Es konnte keine Medaille gewonnen werden. Fahnenträgerin bei der Eröffnungsfeier war die Leichtathletin und Medaillengewinnerin von 1968 Chi Cheng.

## Teilnehmer nach Sportarten

### Bogenschießen
Frauen
- Shue Meei-Shya
Einzel: 38. Platz

### Boxen
Männer
- Wang Chee-Yen
Bantamgewicht: Achtelfinale

### Gewichtheben
Männer
- Chen Kue-sen
Federgewicht. 10. Platz

### Judo
Männer
- Cheng Chi-Hsiang
Leichtgewicht: 7. Platz

- Wang Jong-She
Halbmittelgewicht: 7. Platz

- Chang Ping-Ho
Mittelgewicht: 19. Platz

- Juang Jen-Wuh
Halbschwergewicht: 13. Platz
Offene Klasse: 19. Platz

### Leichtathletik
| Männer - Chen Chin-Long 4 × 100 Meter: Vorläufe Weitsprung: 33. Platz in der Qualifikation - Chen Ming-chi 4 × 100 Meter: Vorläufe Dreisprung: 31. Platz in der Qualifikation - Lee Chung-Ping 110 Meter Hürden: Vorläufe 400 Meter Hürden: Vorläufe 4 × 100 Meter: Vorläufe - Su Wen-ho 100 Meter: Viertelfinale 200 Meter: Viertelfinale 4 × 100 Meter: Vorläufe | Frauen - Lee Chiu-Hsia 800 Meter: Vorläufe 1500 Meter: Vorläufe - Lin Chun-yu Weitsprung: 30. Platz in der Qualifikation Fünfkampf: 28. Platz - Wu Yu-Chih Hochsprung: kein gültiger Versuch in der Qualifikation |

### Radsport
Männer
- Shue Ming-fa
Straßenrennen: DNF
Sprint: Hoffnungslauf nach 1. Runde
1000 Meter Zeitfahren: 27. Platz

### Ringen
Männer
- Hsu Chin-Hsiung
Bantamgewicht, Freistil: 2. Runde

### Schießen
Männer
- Wu Tao-Yan
Freies Gewehr, Dreistellungskampf: 30. Platz
Kleinkaliber, Dreistellungskampf: 51. Platz
Kleinkaliber, liegend: 41. Platz

### Schwimmen
| Männer - Hsu Tung-Hsiung 100 Meter Rücken: Vorläufe 200 Meter Schmetterling: Vorläufe 200 Meter Lagen: Vorläufe 400 Meter Lagen: Vorläufe | Frauen - Hsu Yue-Yun 100 Meter Freistil: Vorläufe 200 Meter Freistil: Vorläufe 400 Meter Freistil: Vorläufe 800 Meter Freistil: Vorläufe 100 Meter Schmetterling: Vorläufe 200 Meter Schmetterling: Vorläufe 200 Meter Lagen: Vorläufe - Lee Yue-Hwan 100 Meter Brust: Vorläufe 200 Meter Brust: Vorläufe |

### Segeln
- Chen Hsiu-hsiung
Finn-Dinghy: 35. Platz